# Landemærket
Landemærket er en gade i Indre By i København beliggende mellem Købmagergade ved Rundetårn og Gothersgade. Gaden har sit navn efter, at den i middelalderen markerede afslutningen af den bebyggede del af byen inden for voldene og ordet Landemærket betyder egentlig grænseskel.
Gadens østlige del, øst for Åbenrå/Vognmagergade, hed før 1844 Slippen, men beboerne bad magistraten om at få Landemærket forlænget, da navnet "Slippen" havde et dårligt ry - det var en del af det berygtede Brøndstræde-kvarter. Indtil de store voldudvidelser i det 17. århundrede kunne man gennem Slippen komme ud til volden på Gothersgade.
Trinitatis Kirke ligger på Landemærket lige bag Rundetårn. Gaden stopper ved Gothersgade, idet Kongens Have ligger på den anden side af Gothersgade.

## Ekstern henvisning
- Jens Fleischer: København. Kulturhistorisk opslagsbog med turforslag. www.kobenhavnshistorie.dk Arkiveret 7. marts 2014 hos  Wayback Machine, 2006.

55°40′56.93″N 12°34′37.07″Ø / 55.6824806°N 12.5769639°Ø